# クイーンルージュ
クイーンルージュは、長野県で開発されたブドウ。品種登録名は「長果G11」。
海外向けには妃紅提（ひこうてい）のブランド名で輸出されている。

## 概要・歴史
長野県須坂市にある長野県果樹試験場において開発された栽培品種で、同じく長野県が開発したナガノパープル、国が開発したシャインマスカットと合わせてぶどう三姉妹としてブランド展開されている。
2000年（平成12年）年にナガノパープルの育成事業が完了し、次の目標として「ナガノパープルと異なる色で、種がなく皮ごと食べられるブドウ」を目指して、2008年（平成20年）に開発が始まった。
様々な品種を掛け合わせた269種類の個体から、旧ソ連原産で赤紫色の細長い果実をつける「ユニコーン」を種子親に、「シャインマスカット」を花粉親として交配を行い、2017年（平成29年）に育成事業が完了。大粒で赤紫色の高級感ある見た目に、強い甘さとマスカットのさわやかな香りが特徴の品種となった。
市場に流通する際の商品名は2017年秋に公募し、赤い色の特徴をとらえた「クイーンルージュ」が選ばれた。
2019年（平成31年）4月23日に「長果G11」の名称で品種登録された。また「クイーンルージュ」の商標登録のほか、2021年（令和3年）6月現在で香港、台湾、シンガポール、韓国の各国で「妃紅提」の商標が登録されている。
2021年より出荷が開始され、生産量が増えた翌2022年より本格的に出荷されている。

## 知的財産保護とブランド戦略
シャインマスカットをはじめ、日本で開発された品種が外国に流出する問題が相次いでいることから、長野県はクイーンルージュの知的財産保護に力を入れている。
生産者は、商標の利用と種苗の適切な管理を目的に、県もしくはJA全農長野と契約を締結することで種苗を購入することが出来る。種苗の販売は県が許可した業者のみで取り扱い、長野県内でしか栽培できない。また、国内と主要輸出国で品種登録と商標登録を行い、万が一海外産が出回った場合でも、同じ名称で販売できないように権利侵害に対応できる体制を組んでいる。
一方で、新品種で流通の少ないクイーンルージュの販売戦略として、前述の通り黒紫色のナガノパープルや黄緑色のシャインマスカットと合わせて「ぶどう三姉妹」としてブランド化されている。知名度を高め、ナガノパープルやシャインマスカットと同様に高価格帯での販売を見込んでいるほか、3つを組み合わせた高級贈答品としての需要も狙う。
長野県では秋映・シナノスイート・シナノゴールドのリンゴ3品種を「りんご三兄弟」としてブランド化しており、それに続く新シリーズとなる。

## 特徴
果房は400〜450グラム。果粒は赤紫色で短楕円形、12〜13グラムと大粒。酸含量は0.3～0.4 g/100 mlで、ほのかなマスカット香がある。糖度は22～23度でシャインマスカットより甘く、JA全農長野は「女王級の甘さ」と表現している。ストレプトマイシン処理とジベレリン処理により種無しで皮ごと食べる事ができる。